# 菊池明
菊池 明（きくち あきら、1899年（明治32年）11月8日 - 1973年（昭和48年）8月29日）は、昭和時代の土木工学者、内務官僚、建設技監。

## 経歴
香川県に生まれる。1925年（大正14年）東京帝国大学工学部土木工学科を卒業し、内務省土木局に入り、下関土木出張所、興亜院勤務を経て、1945年（昭和20年）国土局道路課長となる。戦後は、近畿土木出張所、建設院地政局長、建設省道路局長を経て、1952年（昭和27年）建設技監に進む。1956年（昭和31年）退官し、日本道路公団理事となり1960年（昭和35年）まで務めた。ほか、地崎組副社長、地崎道路会長、橋梁コンサルタント社長、日本道路協会会長、道路緑化協会会長、第13回国際道路会議議長、土木学会会長などを歴任した。
日本初の高速道路である名神高速道路建設の折には、技術面の指導のみならずワトキンス調査団の受入や世界銀行との借款などの折衝に尽力した。